# Đình Kính
Đình Kính (sinh năm 1945 tại Hà Tĩnh), tên thật là Bùi Đình Kính, là nhà văn Việt Nam, xuất thân từ quân đội, phần lớn các tác phẩm của ông có đề tài về biển cả và người lính hải quân. Ông cũng là tác giả kịch bản của một số bộ phim được sự quan tâm rộng rãi của dư luận như Chủ tịch tỉnh (phim truyền hình), Đường Hồ Chí Minh trên biển (phim truyền hình), Huyền thoại tàu không số (phim tài liệu). Ông là nguyên Ủy viên Ban chấp hành Hội nhà văn Việt Nam khóa VIII và là Chủ tịch Hội Nhà văn Hải Phòng thuộc Hội Liên hiệp văn học - Nghệ thuật thành phố Hải Phòng.

## Một đời gắn bó với biển và người lính biển
Nhà văn Bùi Đình Kính sinh tại Đức Thọ - Hà Tĩnh, lấy bút danh là Đình Kính; Là một người con của miền đất cửa biển Hà Tĩnh, Đình Kính có nhiều năm phục vụ trong ngành hải quân nên ông được đi nhiều và có nhiều trải nghiệm về cuộc sống thường ngày của những người lính biển, đặc biệt là trong những năm tháng chiến tranh ác liệt. Thời kỳ này, phần lớn những con tàu không số trên Đường Hồ Chí Minh trên biển đều xuất phát từ thành phố cảng Hải Phòng (bến Nghiêng hay còn gọi là bến K15 tại Đồ Sơn) để chở hàng tiếp viện từ Bắc vào Nam. Bởi vậy ông cũng là nhân chứng sống của nhiều sự kiện đã diễn ra trong giai đoạn lịch sử này.
Nhà văn Đình Kính là Chủ tịch Hội Nhà văn TP Hải Phòng, đồng thời là nguyên Ủy viên Ban chấp hành Hội nhà văn Việt Nam khóa VIII, phụ trách khối nhà văn khu vực miền Bắc và Bắc miền Trung. Những tác phẩm của ông nhiều lần được nhận giải thưởng văn học của trung ương và địa phương, như tiểu thuyết "Sóng chìm" đã được trao giải thưởng của Hội Nhà văn Việt Nam năm 2008.
Nhân kỷ niệm 50 năm mở đường Đường Hồ Chí Minh trên biển trong năm 2011, ông đã được các nhà làm phim chọn là tác giả kịch bản của 2 bộ phim về con đường huyền thoại này. Đó là bộ phim tài liệu dài 10 tập Huyền thoại tàu không số và bộ phim truyền hình 40 tập Đường Hồ Chí Minh trên biển.
Ngoài mảng đề tài yêu thích về biển và người lính hải quân, ông còn tập trung khai thác những vấn đề nhức nhối trong xã hội thời đổi mới và hội nhập hôm nay mà phần nào đã được chuyển tải qua bộ phim truyền hình nhiều tập phát sóng trên VTV1 là Chủ tịch tỉnh do ông viết kịch bản.
Trong một cuộc hội thảo về văn học nghệ thuật với chủ đề "Làm thế nào để có tác phẩm hay", ông đã nêu lên quan điểm của mình: Để có tác phẩm hay cần ba yếu tố: một là tài năng, hai là tài năng và ba là tài năng của người cầm bút.

## Tác phẩm chính
- Sóng cửa sông" (1976)
- "Đảo mùa gió" (1981)
- "Người của biển" (1985)
- "Lính thủy" (1987)
- "Biển có gai" (1990)
- "Cỏ lông chông" (2006)
- "Sóng chìm" (2008) - tác phẩm đoạt giải thưởng của Hội Nhà văn Việt Nam

Ông cũng là tác giả kịch bản của nhiều bộ phim chính luận cũng như phim về đề tài người lính biển như: Chủ tịch tỉnh (phim truyền hình 38 tập), Cỏ lông chông (chuyển thể từ tiểu thuyết cùng tên), Không gian đa chiều, Anh ấy không cô đơn, Những người lính biển, Huyền thoại tàu không số (phim tài liệu 10 tập), Đường Hồ Chí Minh trên biển (phim truyền hình 40 tập, chuyển thể từ hai tiểu thuyết Sóng chìm và Người của biển).